# Aleksandr Jemeljanov
Aleksandr Fjodorovitj Jemeljanov, född den 15 juni 1936, är en rysk entomolog som är specialiserad på halvvingar, framför allt stritar, växtlöss, skinnbaggar och Coleorrhyncha.
Auktorsnamnet Emeljanov kan användas för Aleksandr Jemeljanov i samband med ett vetenskapligt namn inom zoologin; se Wikipedia-artiklar som länkar till auktorsnamnet.